# .gh
.gh је највиши Интернет домен државних кодова (ccTLD) за Гану.